# Jean-Charles Cazin

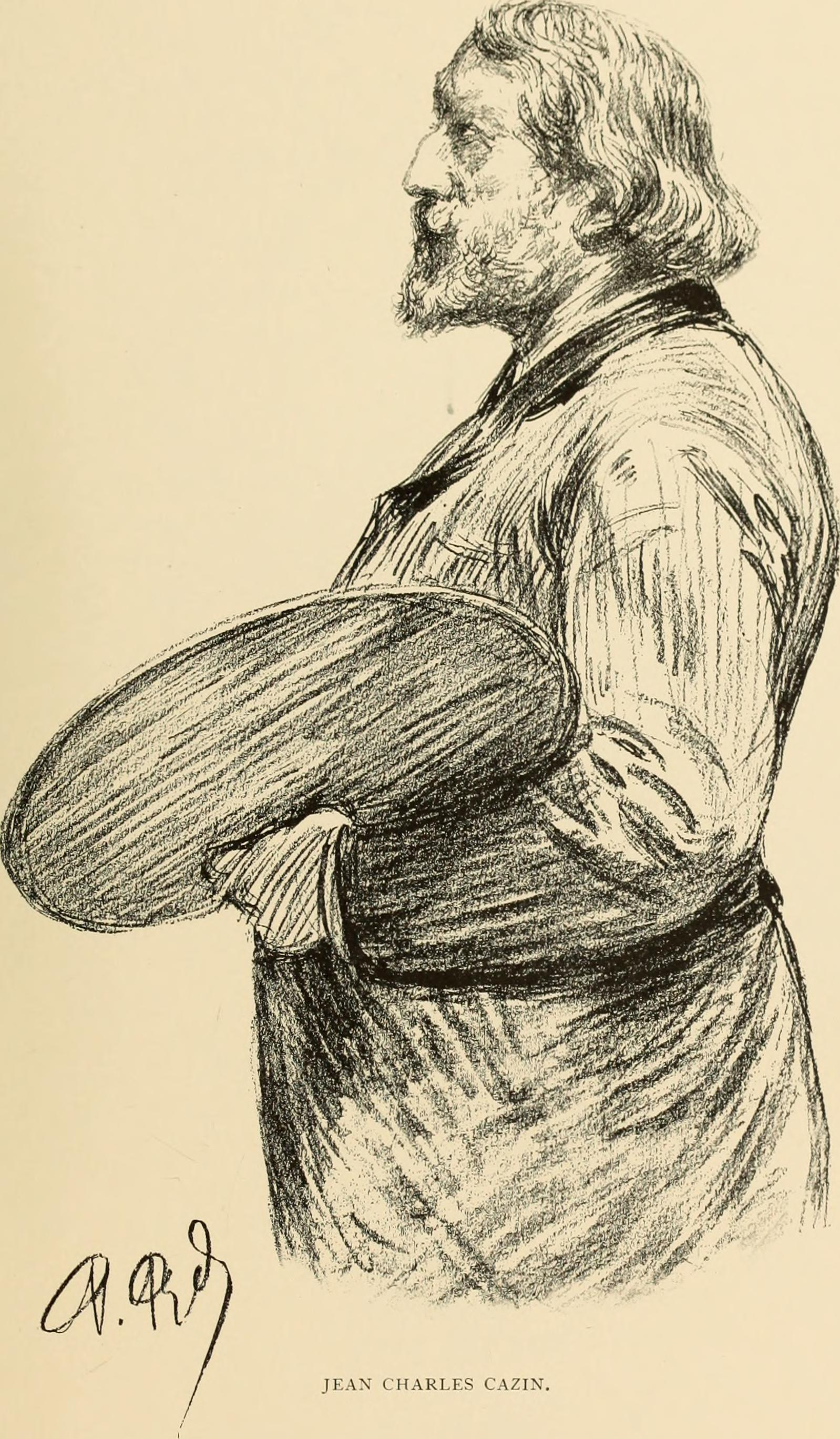
Jean Charles Cazin

Stanislas Henri Jean Charles Cazin fue un pintor, grabador y ceramista francés, nacido en Samer ( Pas-de-Calais ) el 25 de mayo de 1841 y muerto en Le Lavandou el 26 de marzo de 1901.
Pintor de historia, escenas de género, paisajes y murales, es considerado el principal campeón de la Côte d'Opale.

## Formación
Jean-Charles Cazin era hijo de François-Joseph Cazin, médico y de Jeanne Marie Appelet. Su hermano fue el cirujano Henri Cazin. Por su parte, se rodeó de gente que brillaba en el mundo de las artes: fue esposo de Marie Cazin, de soltera Guillet, y padre de Michel Cazin, esposo de Marie Berthe Cazin, de soltera Yvart, también pintora.
Jean-Charles Cazin pasó su primera infancia en su ciudad natal de Samer, luego la familia se trasladó a Boulogne-sur-Mer en 1846. No siguió los pasos de su padre como se esperaba y mostró muy pronto su gusto por las artes.
Sus padres no se opusieron a su vocación y tras sus estudios secundarios, en 1862, ingresó en la Escuela Imperial de Dibujo de París donde fue alumno de Horace Lecoq de Boisbaudran. Este enseña a dibujar de memoria y forma a los alumnos con el objetivo de aprender a observar y mantener en la memoria de las cosas vistas para usarlas al pintar. También se entrena en el estudio de la antigüedad y la pintura directa del modelo vivo. Le dedicó a Jean Charles Cazin, Consejos a un joven artista, en el que resume su enseñanza.

## Trayectoria

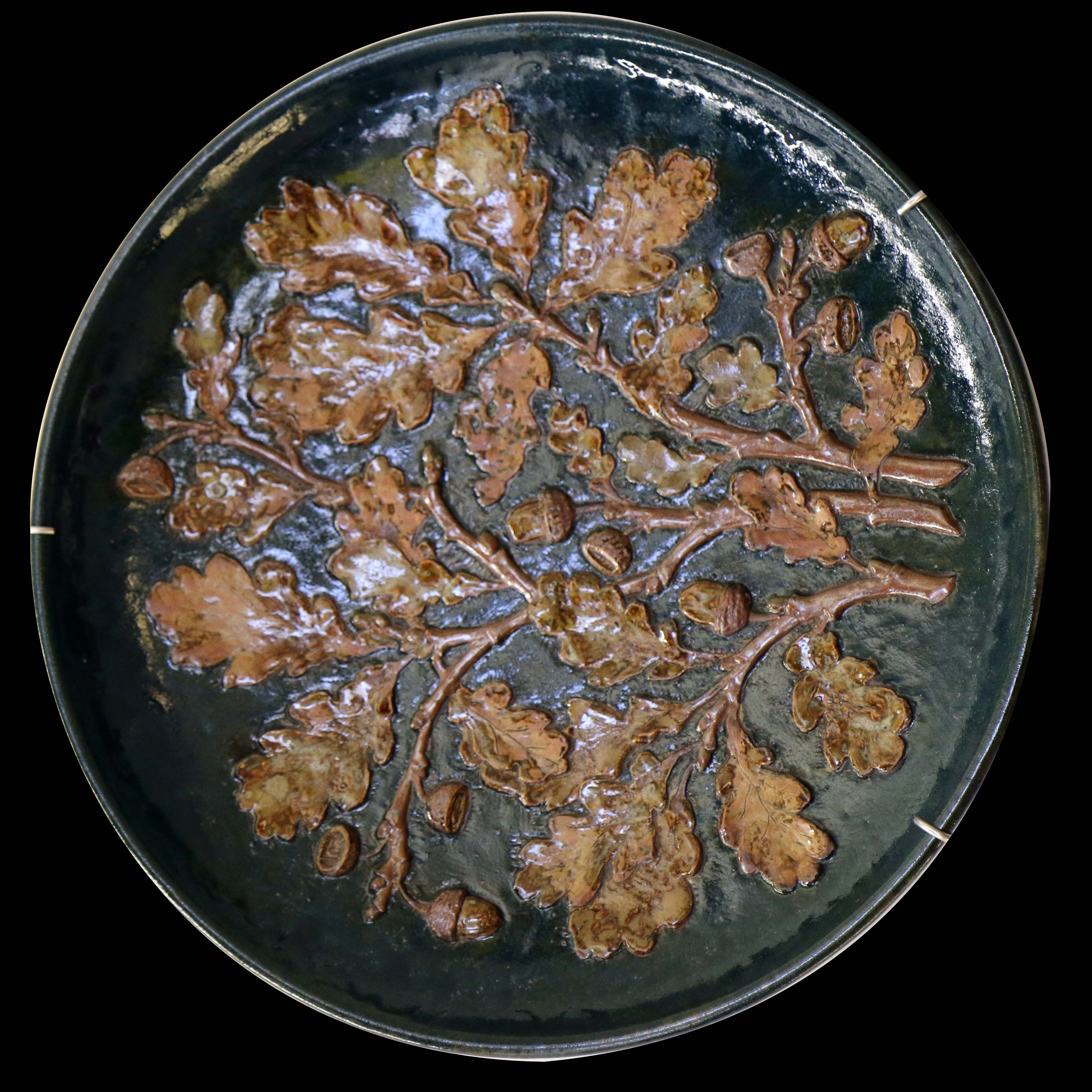
Cazin - Feuilles de chêne

Después de acabar sus estudios se convirtió en profesor de dibujo en la Escuela Especial de Dibujo Arquitectónico dirigida por Émile Trélat, de 1863 a 1868. Se trasladó a Chailly-sur-Armançon, cerca de Arnay-le-Duc, en Borgoña, para dedicarse a la pintura, pero fue llamado para convertirse en conservador del Museo de Bellas Artes de Tours y director de la Escuela de Dibujo de la ciudad. En 1868 se casó con Marie Guillet. Hacia 1872, junto con Alphonse Legros y Jules Dalou, parte para Inglaterra con su mujer Marie y su hijo Michel, con el proyecto de abrir una escuela de arte, que no dio resultados satisfactorios.

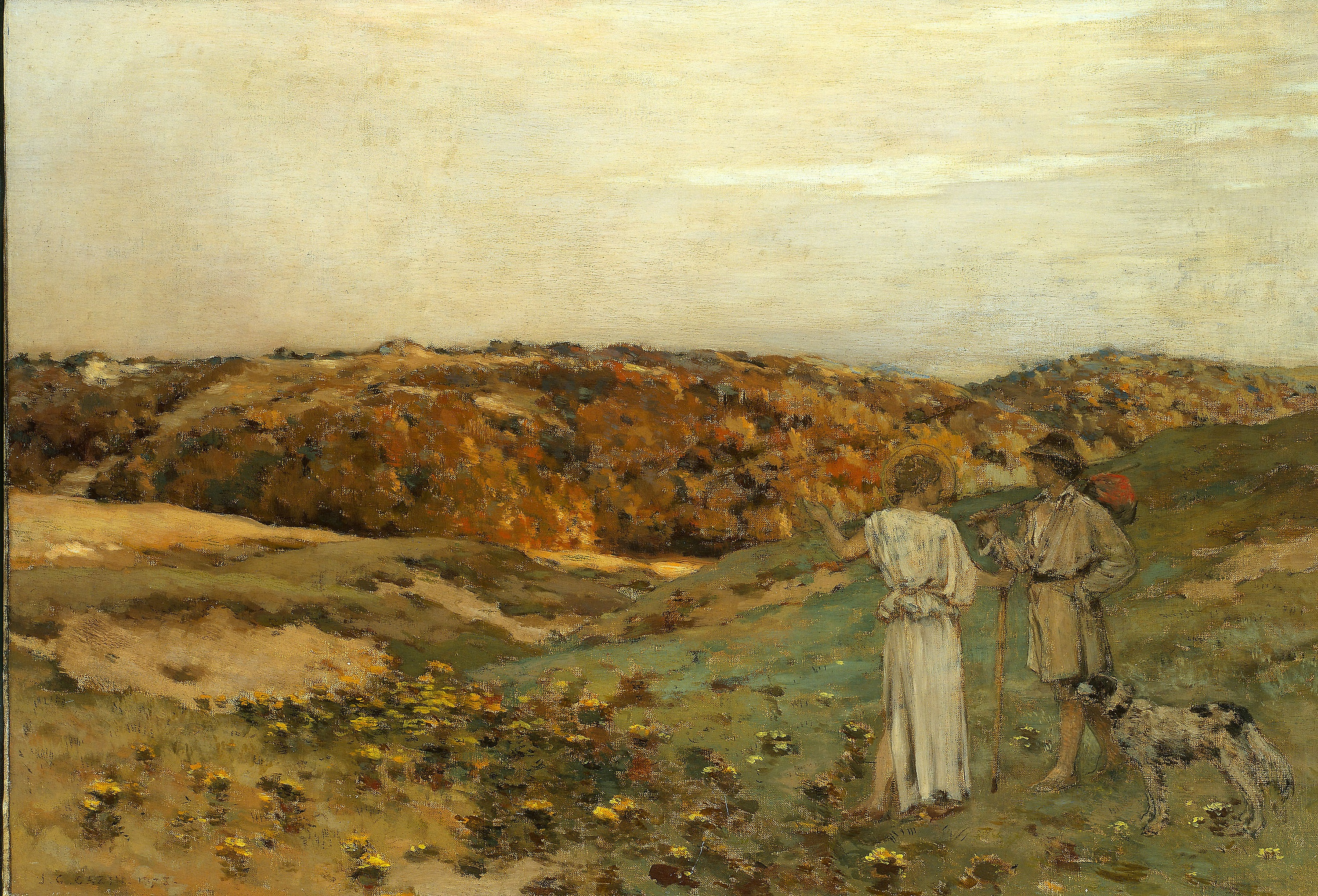
Jean Charles Cazin - Tobias and the Angel - 1894. - Art Institute of Chicago

En Londres estudió las obras de los Prerrafaelitas. Pasó la mayor parte de su tiempo trabajando en el Victoria and Albert Museum. En su estudio, continuó experimentando con la cerámica, iniciada en la época de Samer y luego de París, en un estilo neorrenacentista. También recurrió a la cerámica para mantener a su familia. A petición del director de una fábrica de cerámica, fabrica objetos cotidianos (jarrones, platos, tazas, etc.). Generalmente las realizaba en gres marrón, decoradas con ornamentos en relieve, inspirados en la geometría o en la flora estilizada, a veces realzadas con color. Se organiza una exposición en Londres, donde también muestra jarrones de calidad, dignos de ser coleccionados, y despierta cierto interés
Pintó una serie de obras sobre temas bíblicos desde 1863 hasta 1872. Al principio de su carrera, intentó recuperar la práctica de pintar con cera.

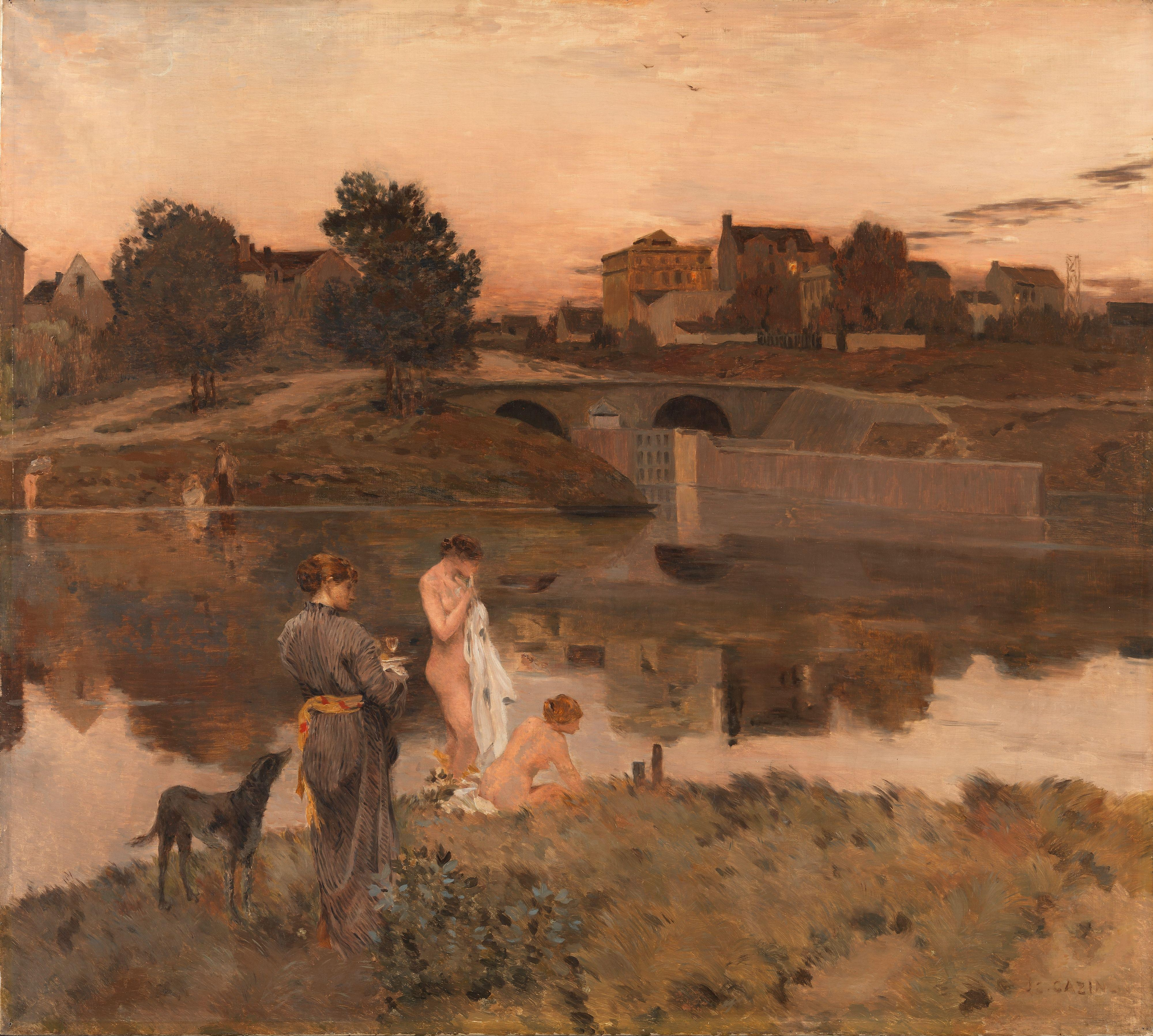
Jean Charles Cazin - Evening in Auvers - National Museum of Art, Architecture and Design

Jean Charles Cazin abandonó Inglaterra en 1874, y a continueación realizó estancias prolongadas en Italia, en Amberes y se instaló en Boulogne-sur-Mer en 1876.
En el Salón de 1876, presenta Le Chantier, un escenario de la vida obrera. Este lienzo es notable, tanto por la aplicación de la técnica de la pintura a la cera como por la sensibilidad del autor que se desprende de la obra. Después se muda a París. Su presencia regular se nota en Seine-et-Marne, pintando, dibujando los pueblos de Recloses, Achères, Chailly, etc., cerca de Fontainebleau. Abordaba temas históricos y bíblicos, o incluso tomados de las obras de Homero, con una primera pintura sobre el tema de Tobías presentada en 1878 ( Art Institute of Chicago ), pero es con Agar e Ismael expuesta en el mismo período que Tobías y el Ángel  con la que obtuvo una medalla de primera clase en el Salón de 1880, sin haber seguido la jerarquía habitual de premios De esta época datan una serie de pinturas como, además de las ya mencionadas, La huida a Egipto (1877), La partida de la Sagrada Familia (1879), Judit, Ulises tras el naufragio, Teócrito. Actualiza estas pinturas, las acerca colocándolas en su región de Boulonnais, modernizando los atuendos. Las dunas sirven de escenario a Agar, las murallas de Montreuil a Judith, los acantilados de Équihen a Ulises, las colinas y dunas alrededor de Camiers a Tobias. Los miembros de su familia sirven como modelos. Todas estas obras obtuvieron un gran éxito en el Salón. De esta época data también su techo L'Art, expuesto en el Salón de 1879, o La Terre 
En 1881 presentó en el Salón, fuera de concurso por haber sido miembro del jurado en 1881 y 1882, Souvenir de fête (París, Petit Palais) y se mostró como un diseñador de gran estilo. Al año siguiente, organiza una notable exposición en la Unión Central de Artes Decorativas. También presentó La Chambre mortuaire de Gambetta, un lienzo bien recibido.
Acabó huyendo de los honores y volvió a vivir en el Pas-de-Calais en la gran finca de Équihen, sin exponer nada entre 1883 y 1888. En 1883 había presentado a Judith saliendo de los muros de Betulia y recibió fuertes críticas: esta vez, el uso de trajes modernos se consideró abusivo porque se creía que dificultaba la comprensión de la pintura. Esta situación impulsó o reforzó su retirada. En Équihen, Jean-Charles Cazin encuentra sus raíces, lejos del bullicio de la capital, los rumores y las camarillas. Se sumergió en la fuerza y la poesía de estos lugares típicos de Boulonnais, con las casas de piedra y las colinas.
Viaja de nuevo a Italia y Flandes. Estudió la naturaleza, los viejos maestros y estuvo bajo la influencia de su amigo Puvis de Chavannes trabajando después de él en los frescos del Panteón y la Sorbona. Sus pinturas se venden en París y en el extranjero y ahora se conservan en muchos museos nacionales e internacionales.

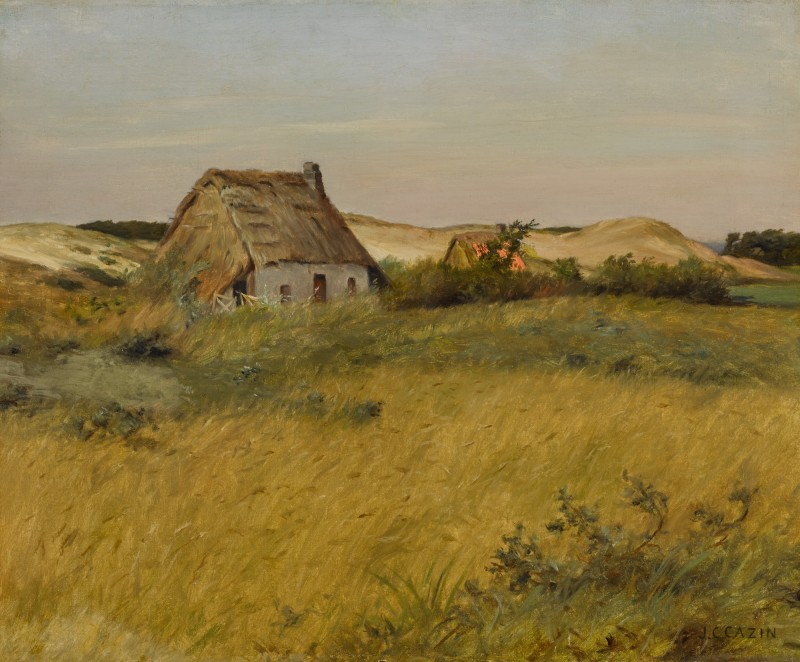
THE LAST RAYS

Regresa al Salón de 1888 con un lienzo inspirado en la vida contemporánea, La Journée Faite ( Musée des Beaux-Arts de Lyon ). En la Exposición Universal de París de 1889, año en que fue ascendido a Oficial de la Legión de Honor, expuso fuera de concurso y recibió una medalla de oro. En la Exposición Universal de 1900, obtuvo un gran premio.

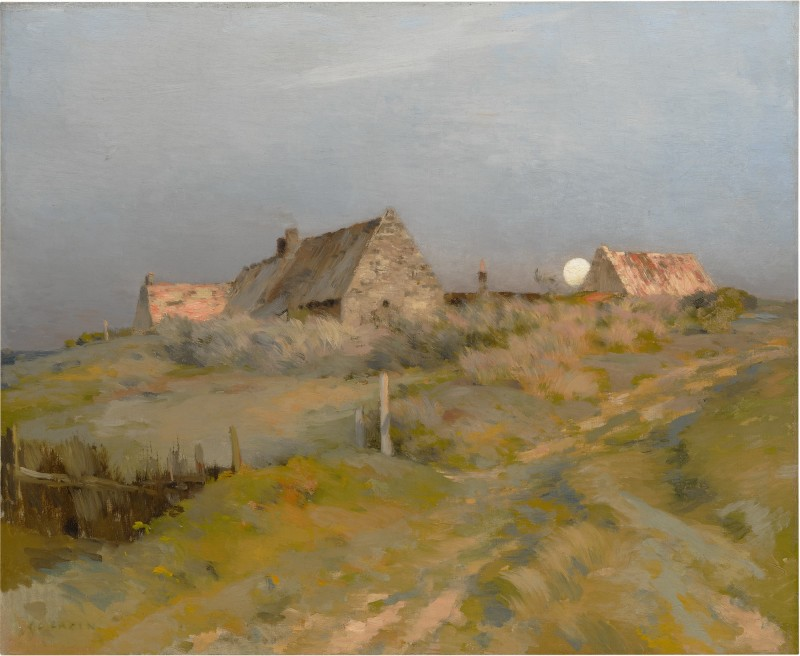
Amanecer

A partir de 1890, expuso cada vez más en el Salon de la Société Nationale des Beaux-Arts (también conocido como Salon du Champ-de-Mars). Expuso allí una serie de paisajes que sorprenden por su sinceridad y delicadeza, así como una poesía melancólica, que recuerda a Puvis de Chavannes. Generalmente elige sus escenarios en su región natal, en Artois, especialmente en los alrededores de su lugar de residencia: Vista de Samer, Moulins en Artois, La Ciudad Muerta (Montreuil-sur-Mer). También produjo vistas de Neufchâtel-en-Artois, paisajes marinos ejecutados en su región. También realiza estudios realizados al borde del agua en diferentes formas: La Marne, Les baigneuses, o incluso los grabados paisajísticos originales Les Chaumières, Le Pont 
En el Salón de 1892 presentó dos composiciones destinadas al comedor de la Sorbona: La casa de Sócrates y El oso y el amante del jardín.
Muy interesado en las figuras decorativas, proyecta grandes decorados destinados a glorificar a Judit (del Libro de Judit), Ulises, Juana de Arco, pero no pasa de la etapa de bocetos.
Acompañado de su hijo Michel, empapado de la cultura artística de sus padres, Jean-Charles Cazin expone 180 cuadros en Estados Unidos en 1893. A partir de 1891, se divide entre el Var, por motivos de salud, y el Pas-de-Calais, donde ahora solo se dedica al paisaje  .
Otra faceta de su talento se exhibe en los nocturnos con La Place de Montreuil-sur-Mer, donde se encuentran los grandes árboles de las murallas, o Nocturne, o Le Village et la nuit, que sería su última obra.
En la Exposición Universal de 1900 se reunieron 14 de sus cuadros para ser presentados al público.
Ya enfermo cuando se le encargó completar lo que Puvis de Chavannes no había podido completar, solo sobrevivió al trabajo por un corto tiempo.
Muere el 26 de marzo de 1901 en Le Lavandou, donde fue a curarse, y está enterrado en Bormes-les-Mimosas, donde un mausoleo le rinde homenaje cerca de la iglesia de Saint-François-de-Paule.

## Recepción de la crítica
Jean-Charles Cazin es uno de los artistas interesantes de finales del siglo XIX. Construye una obra bastante al margen de las corrientes estéticas contemporáneas. Notamos en sus pinturas de historia su ciencia de la composición, pero apreciamos especialmente sus paisajes, que ocupan un lugar destacado en su reputación. Y consigue dar mucha luminosidad a sus lienzos, que sin embargo están marcados por un tono gris.
Su gusto por el crepúsculo llevó a los críticos de arte a calificar este momento como la Hora Cazin. La fuerza creativa de Cazin reside en la interrelación íntima entre las figuras y el paisaje que él reconoce como debido a Nicolás Poussin. Al mismo tiempo, encontramos en él todo un conjunto de símbolos que se yuxtaponen y de los que no siempre parece consciente.
Para él, las escenas de la vida cotidiana evocan las grandes tragedias humanas, así como encuentra en los episodios bíblicos la condición de un artista que debe luchar por ser reconocido y apreciado. : Agar e Ismael representan una pareja perdida en el desierto pero también la imagen del artista poco conocido que está decaído y se da ánimos él mismo, por lo que el paisaje deja de ser banal, adquiere una especie de nobleza y se convierte en un referente pictórico.
Numerosas ventas públicas de sus obras han tenido lugar desde finales del siglo XIX, con doce ventas registradas entre 1990 y 1997, en París (cinco), Nueva York (cuatro), Londres (dos), Ámsterdam (una). La cantidad alcanzada por los lienzos presentados durante estos años varía sin alcanzar picos: de 4.000 a 18.000 francos, o entre 600 y 2.700 euros para las ventas en París.

## Obras en colecciones públicas
Alemania
- Berlín, Alte Nationalgalerie : Paisaje vespertino con María Magdalena.[1]

Estados Unidos
- Chicago, Instituto de Arte de Chicago : Theocritus, 1885-90, óleo sobre lienzo, 74 × 60,5  , colección Potter Palmer.
- Nueva York, Museo Metropolitano de Arte .

Canadá
- Montréal : Un caluroso día de verano.[1]

Francia
- Douai, Museo de Chartreuse : Molino.[1]

- Boulogne-sur-Mer, museo de Boulogne-sur-Mer : Nocturno .
- Lille, Palacio de Bellas Artes : Tobías y el ángel, 1880, óleo sobre lienzo, 186 × 142   .
- París, Museo de Orsay :
  - Los muelles, 1885-1890, óleo sobre lienzo, 32,5 × 46[11]
  - La tormenta, 1876, óleo sobre lienzo, 89,5 × 166,5   ;[12]
  - The Day Made, 1888, óleo sobre lienzo, 199 × 166   ;[13]
  - Paisaje nevado, 1841, óleo sobre lienzo, 38 × 46   ;
  - Esposa de marinero, 1885, máscara de bronce ;
  - Plato ceremonial, 1872, gres esmaltado ;
  - Jarrón, piedra arenisca grabada y esmaltada.
- Ayuntamiento de Saint-Pol-sur-Ternoise : Campo de cultivo en Flandes, 1894, óleo sobre lienzo, 54 × 65   .
- Samer, Museo Jean-Charles-Cazin : Instalado en el suelo del ayuntamiento, el museo conserva unas 200 obras : 41 pinturas, 70 dibujos, 24 grabados, 16 cerámicas, 13 medallas y un conjunto de fotografías y placas de vidrio, obras de Jean-Charles, Marie, Jean-Michel y Berthe.
- Samer, Sociedad de Amigos del Museo Cazin : desde 2019, la Sociedad adquiere regularmente obras de los Cazins.
- Versalles, Museo de Historia de Francia : Cámara mortuoria de Gambetta, 1883, óleo sobre lienzo, 38 × 46   .
- Torres, Museo de Bellas Artes : Agar e Ismael, 1880, óleo sobre lienzo, 252 × 202   .
- Vernon, Museo Alphonse-Georges-Poulain : Paisaje con casas, tarde de septiembre, óleo sobre lienzo, 66 × 82   .
- Lyon, Museo de Bellas Artes : El día hecho.[1]

Œuvres de Jean-Charles Cazin
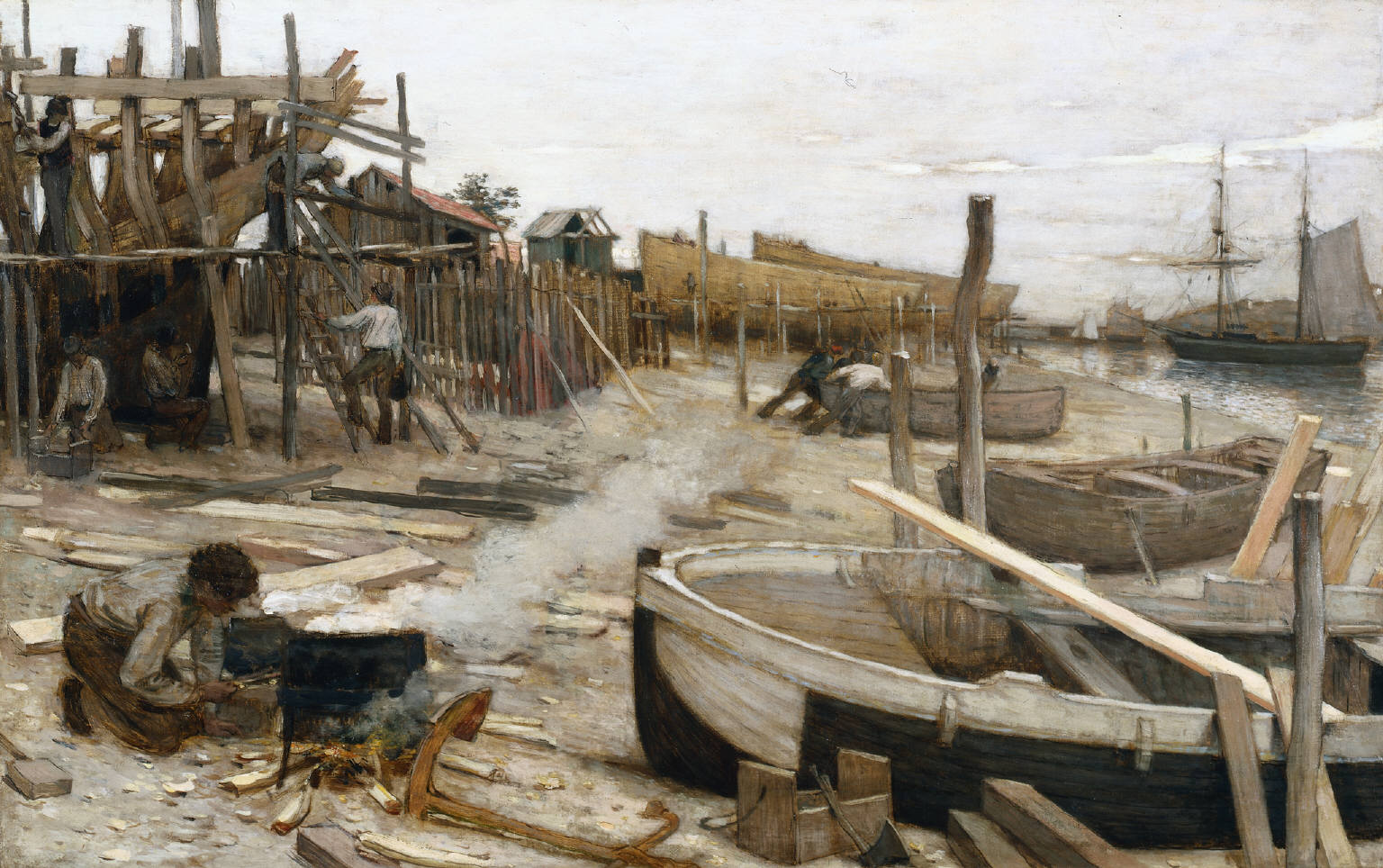
The Dockyard (1875), Cleveland, Museo de Arte de Cleveland .
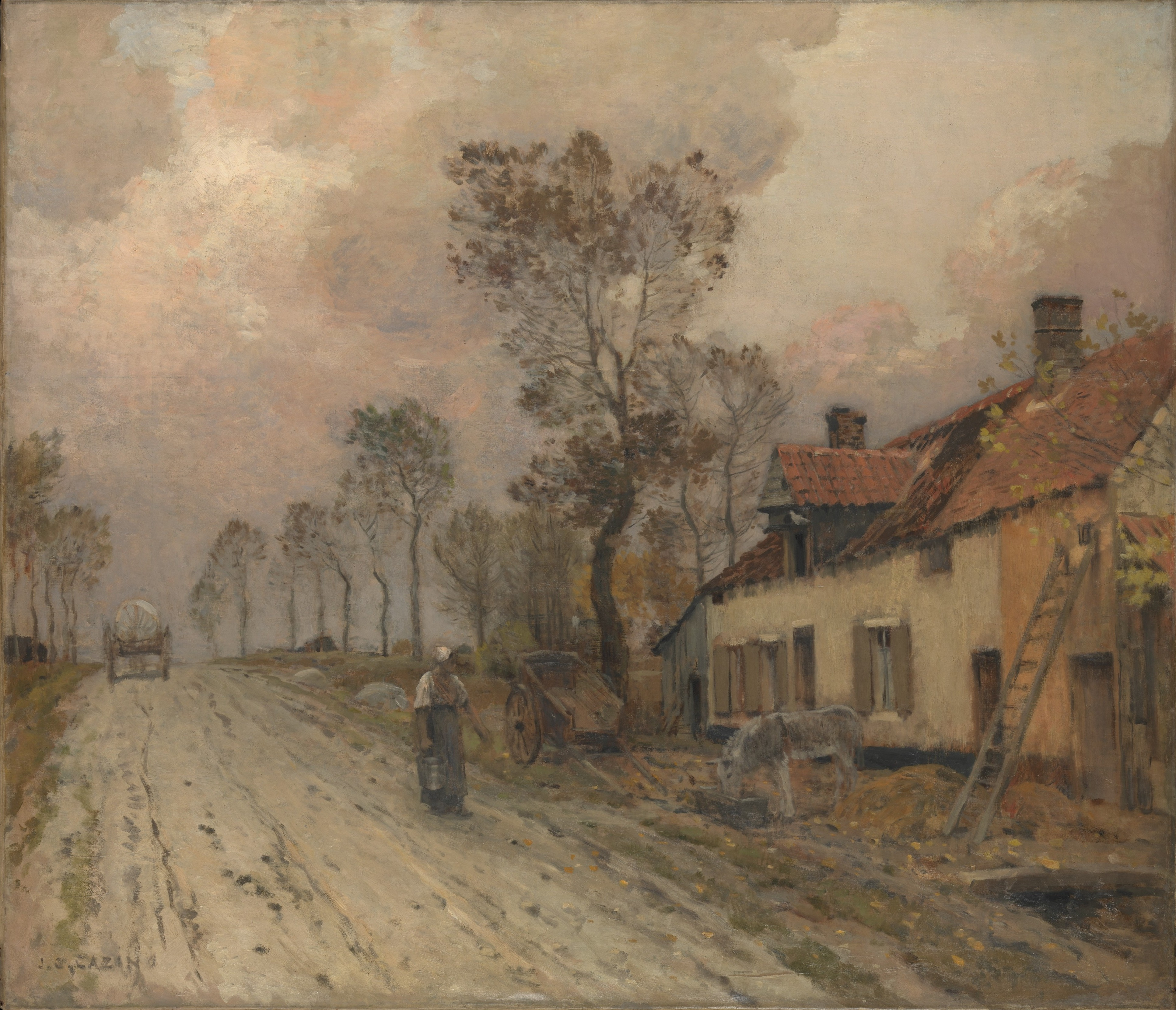
The National Road to Samer (1876), Nueva York, Museo Metropolitano de Arte .
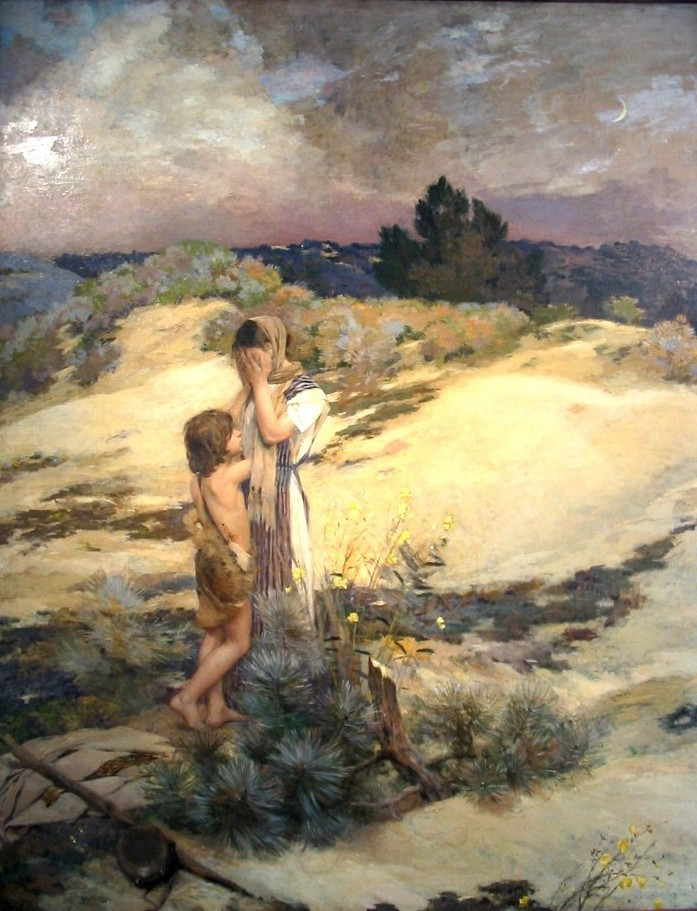
Agar e Ismael (1880), Museo de Bellas Artes de Tours .
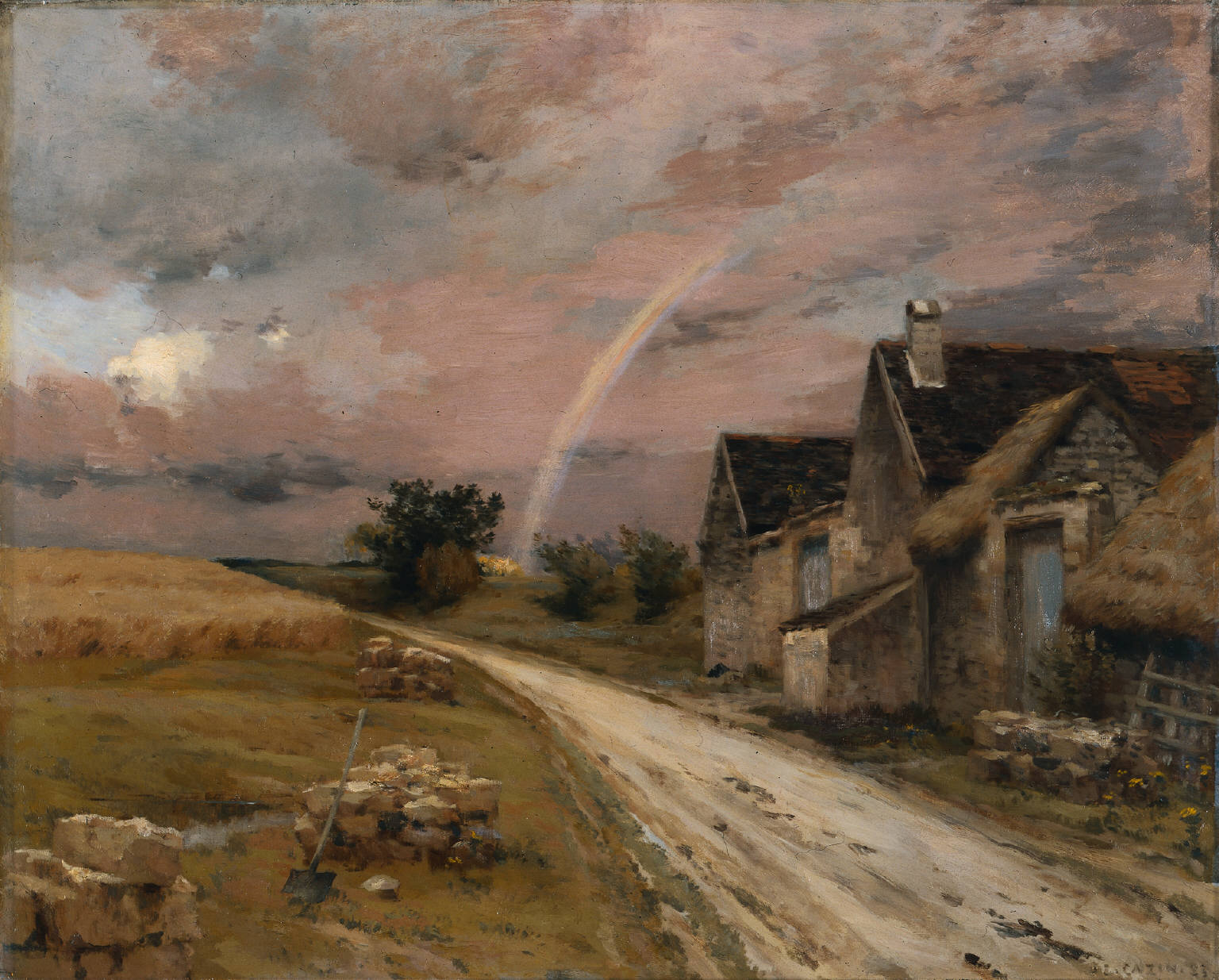
El arcoíris (1883), Cleveland, Museo de Arte de Cleveland .
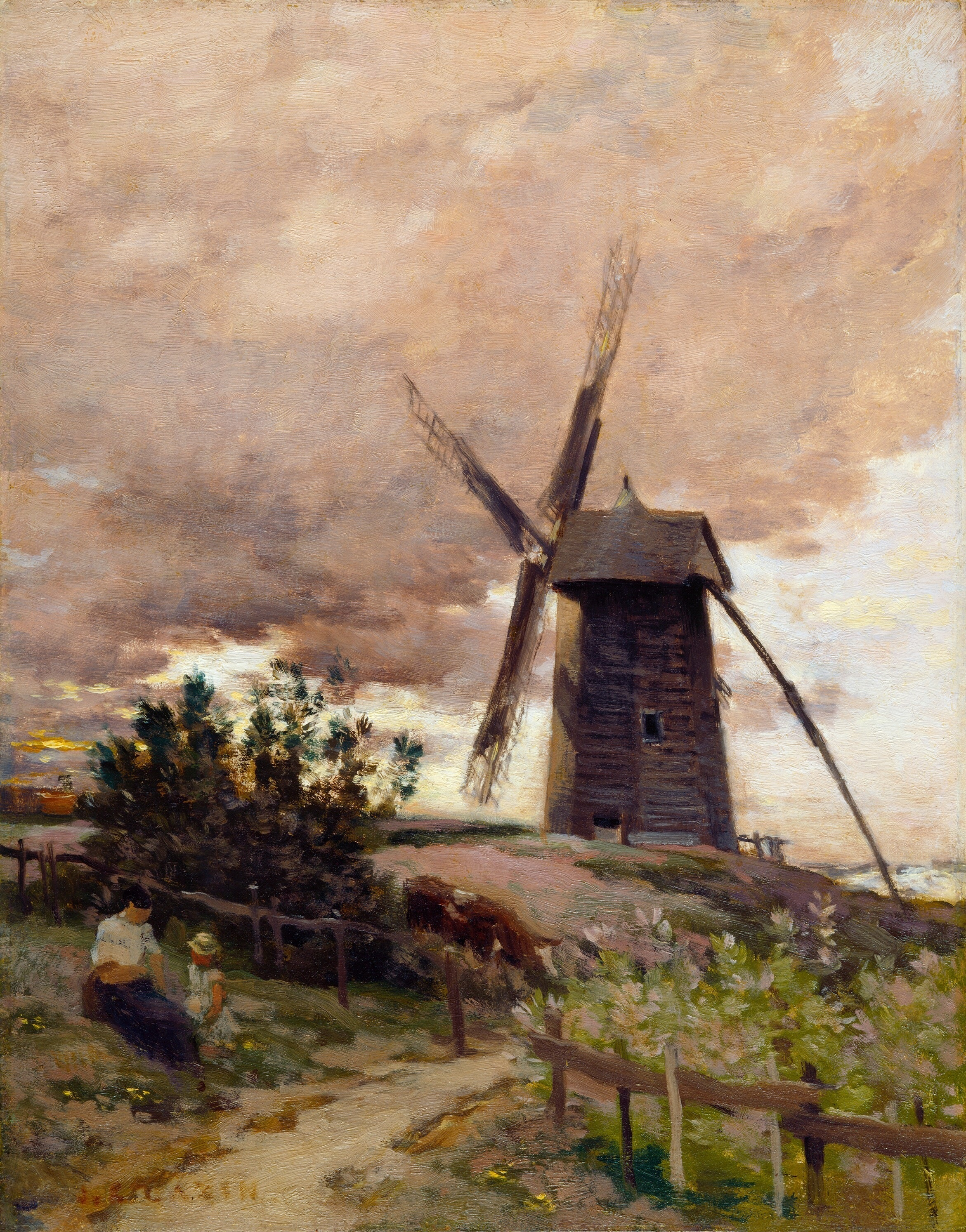
The Windmill (después de 1884), Washington, Galería Nacional de Arte .
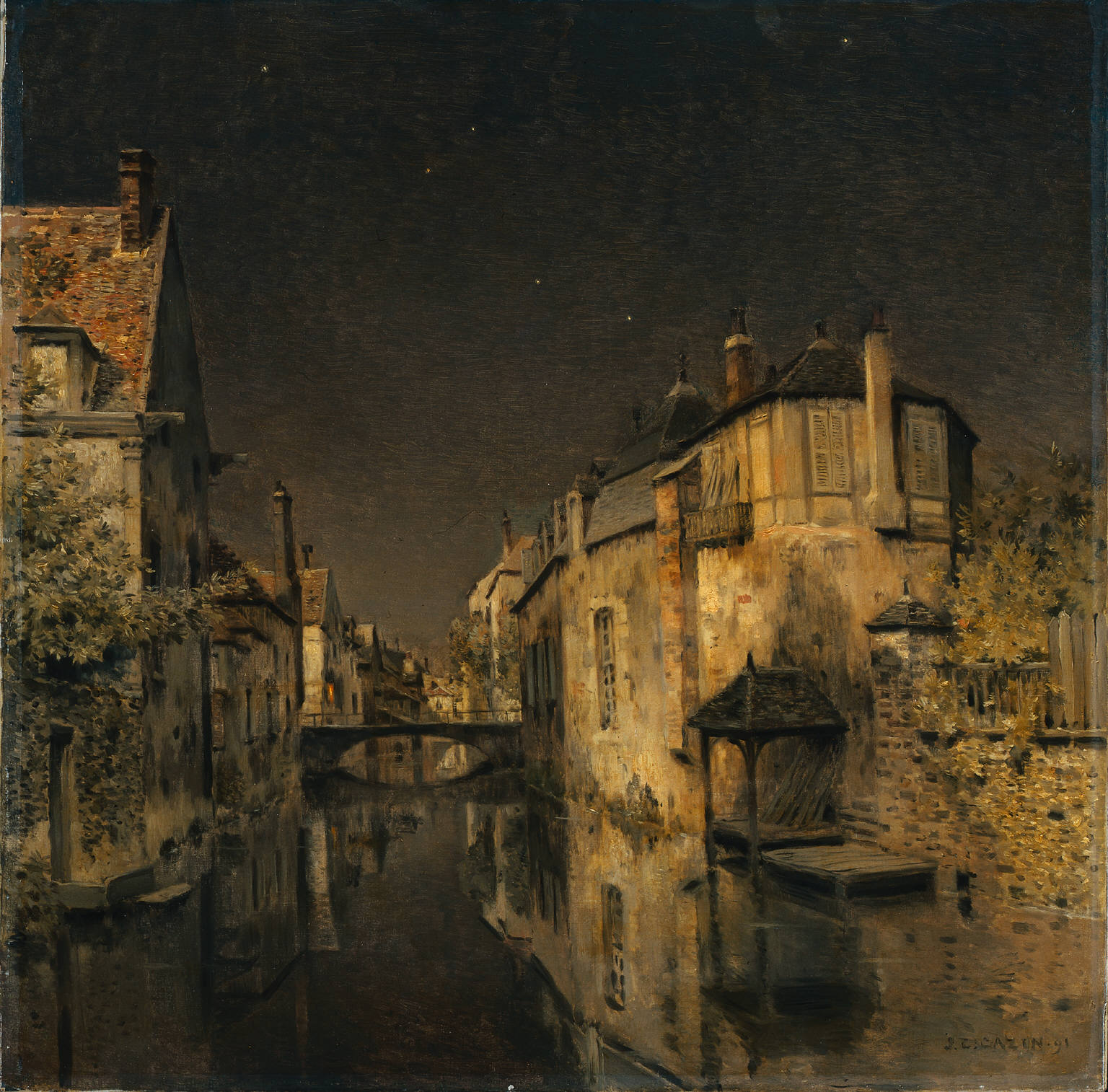
Medianoche (1891), Cleveland, Museo de Arte de Cleveland .
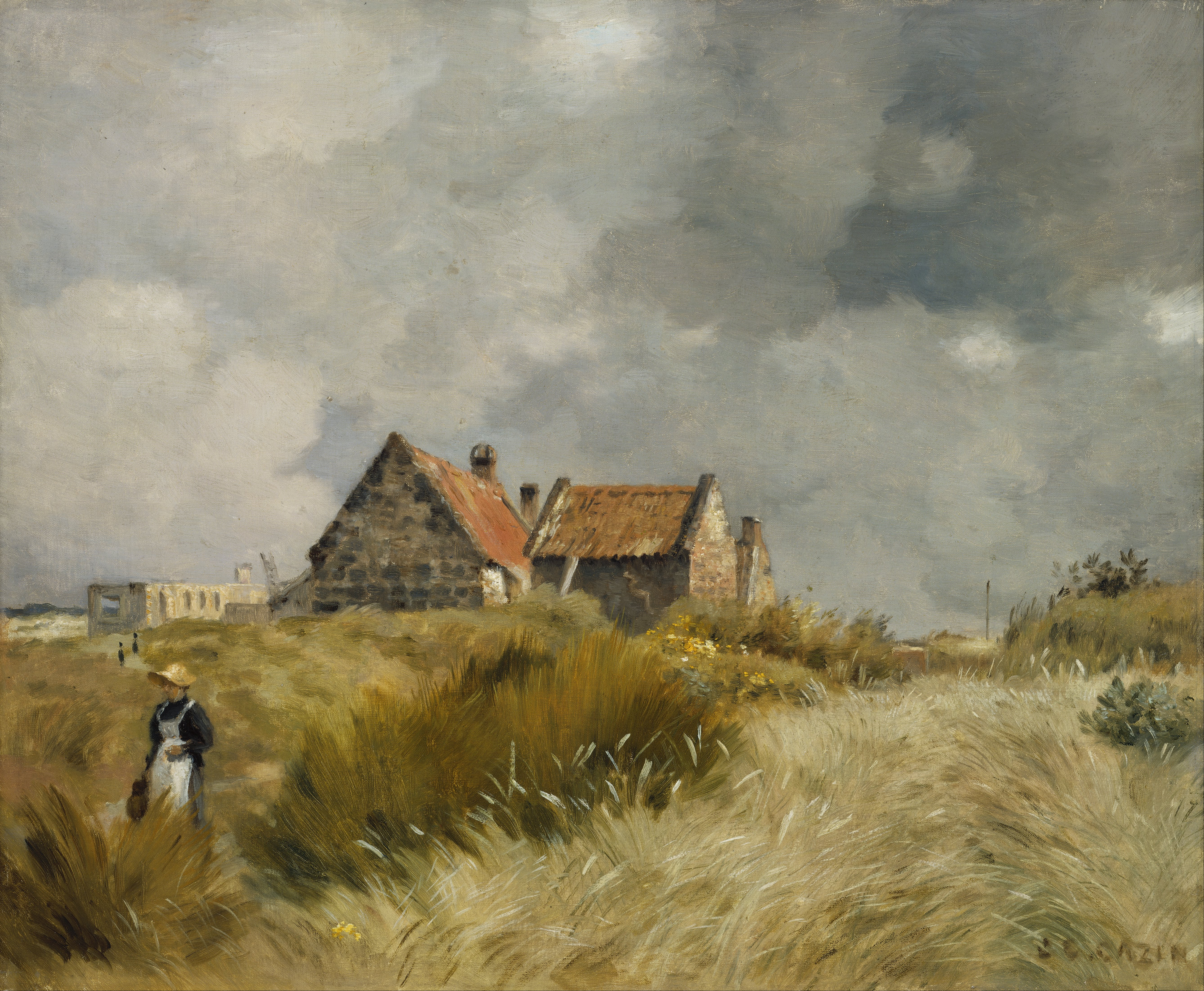
Casa en las Dunas, Boston , Museo de Bellas Artes de Boston .
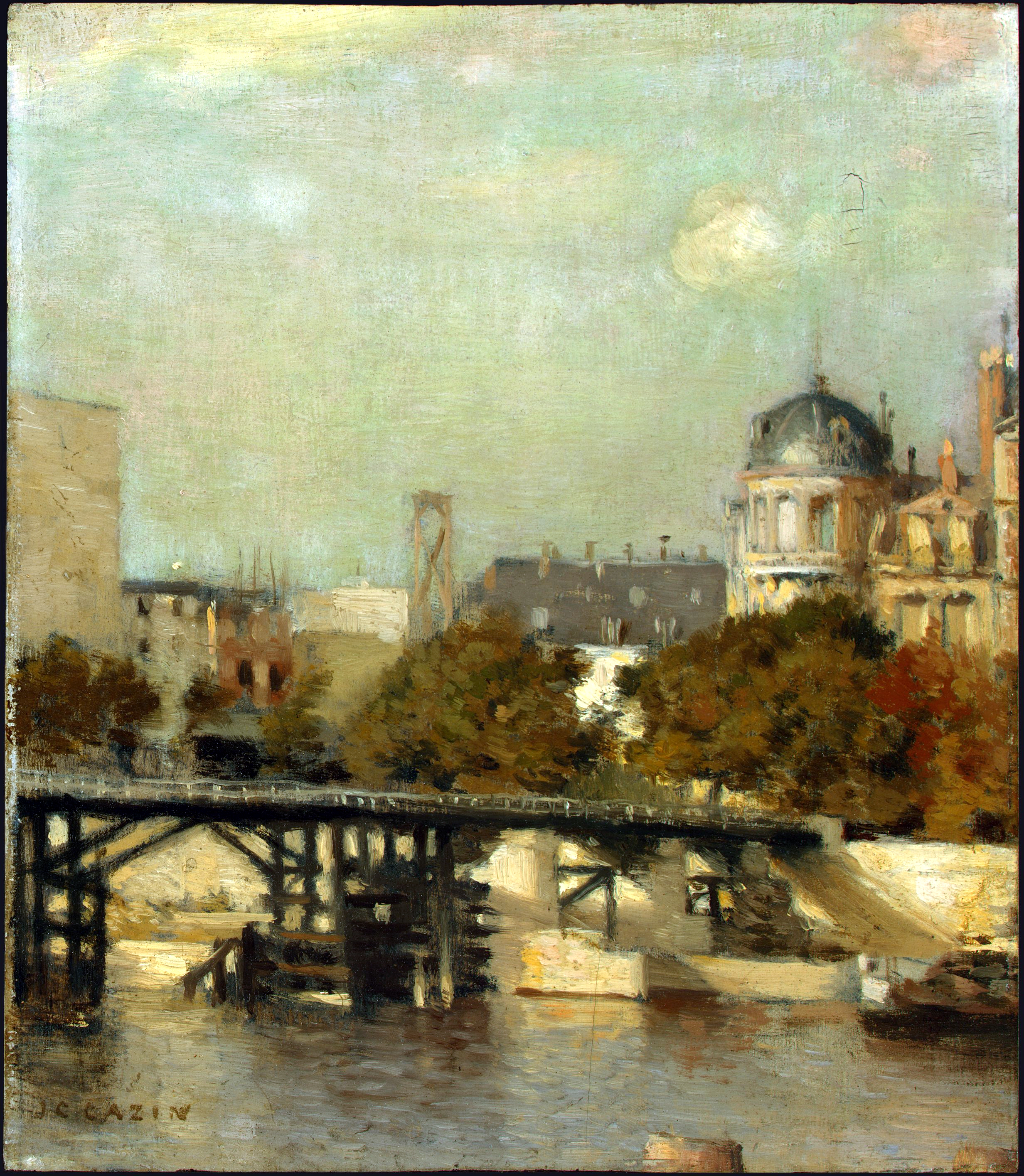
Vista de París con puente, Washington, Galería Nacional de Arte .
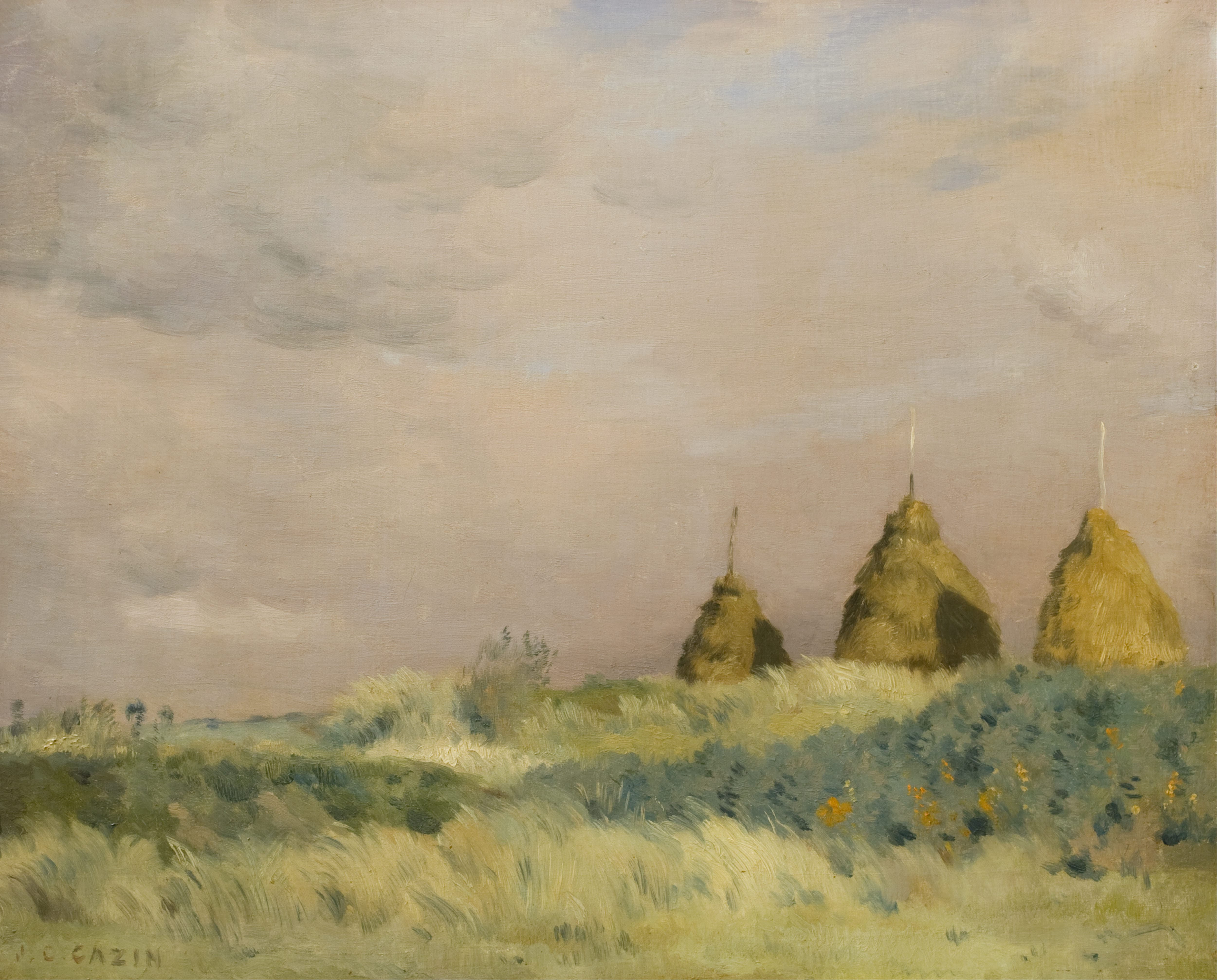
The Three Haystacks, Sydney, Galería de Arte de Nueva Gales del Sur .